# Synagoge (Rousínov)
Koordinaten: 49° 12′ 8,8″ N, 16° 52′ 50,8″ O

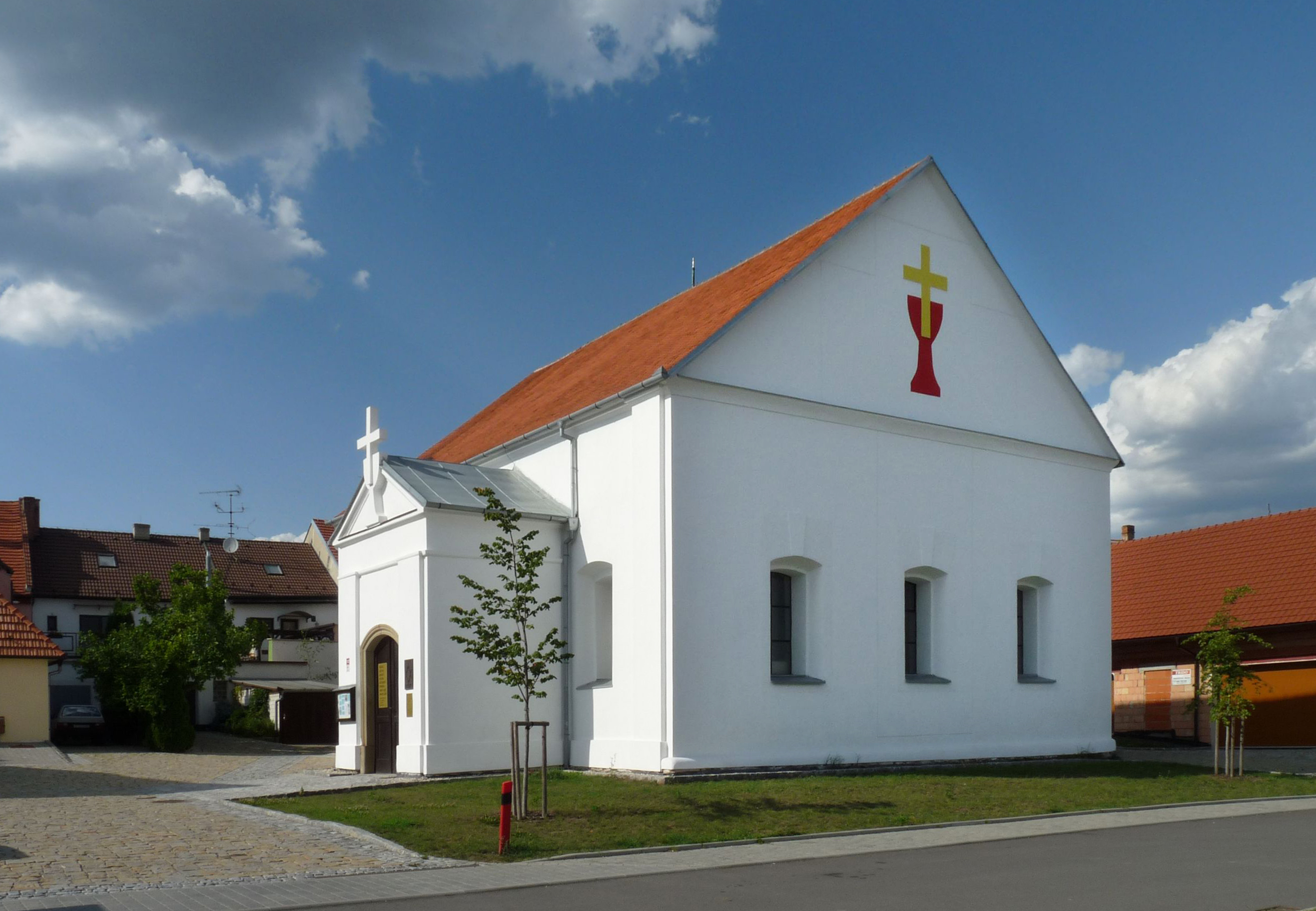
Synagoge in Rousínov

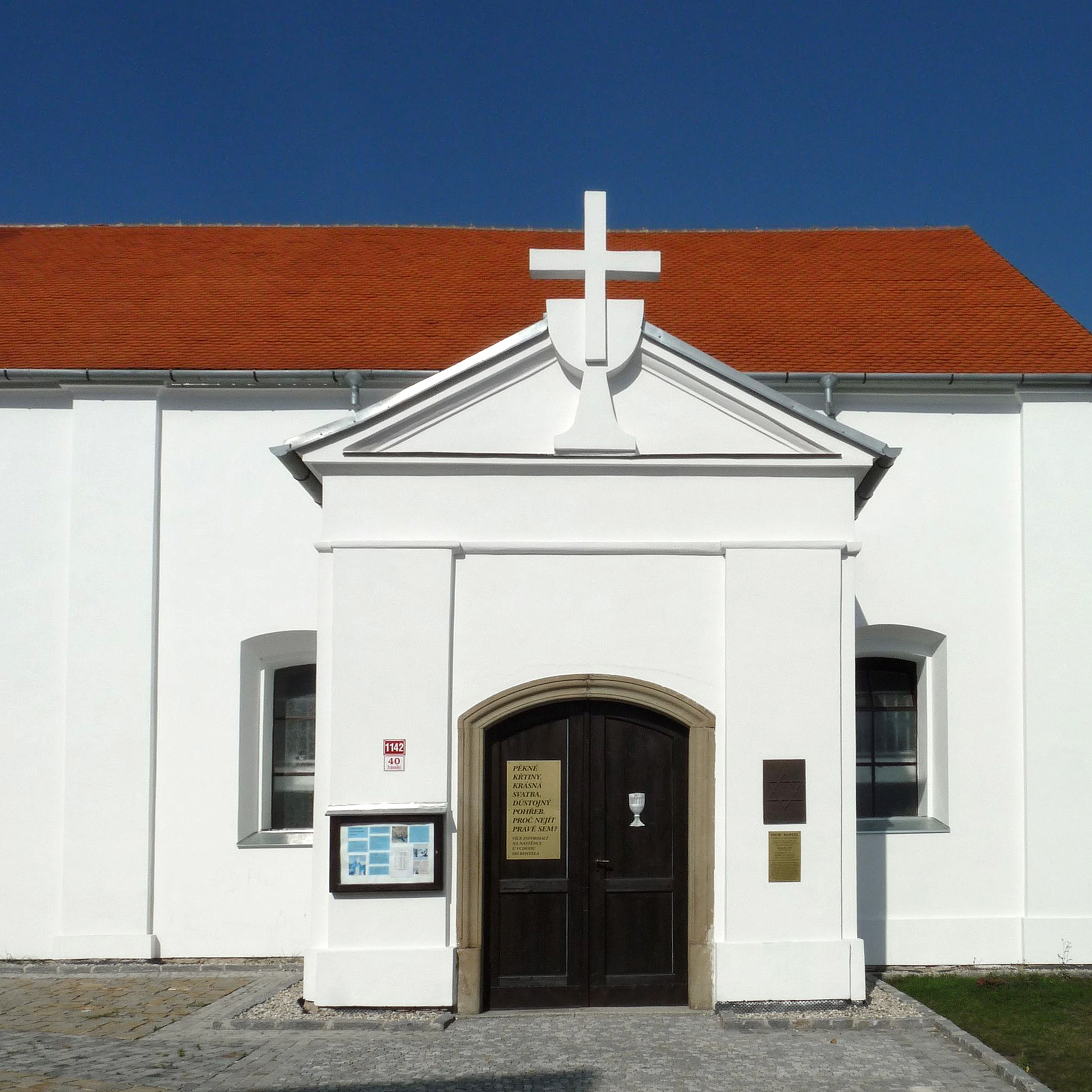
Portal

Die Synagoge in Rousínov (deutsch Neu Raußnitz), einer Stadt im Okres Vyškov in Tschechien, wurde Ende des 16. Jahrhunderts errichtet. Die profanierte Synagoge ist seit 2001 ein geschütztes Kulturdenkmal. Der Bau wurde Ende des 16. Jahrhunderts im Stil des Barock errichtet und 1842 klassizistisch umgestaltet.
Die ehemalige Synagoge dient heute als Gotteshaus der Hussitischen Kirche.